# Вікрамадітья II (Венга)
Вікрамадітья II (*д/н — 928) — магараджа держави Східних Чалук'їв.

## Життєпис
Син магараджи Чалук'я Бхіми I. 921 року після смерті зведеного брата Віджаядітьї IV виступив проти небожа — Амми I, але зазнав поразки. Змушений був підкоритися або втекти на північ.
927 року втрутився у боротьбу за владу після смерті — Амми I. Спочатку сина останнього Віджаядітью V (панував 15 днів) повалив Тадапа (син Юддха Малли І). У свою чергу через місяць Вікрамадітья II повалив Тадапу.
Здійснив успішний похід проти Східних Гангів. Але через 11 місяців, 928 року, Вікрамадітью II повалив Чалук'я Бхіма II (син Амми I). Останнього у свою чергу через 8 місяців повалив Юддха Малла II (син Тадапи).